# Ekke Kleima
Ekke Abel Kleima (Lagemeeden, 13 mei 1899 - Warffum, 25 augustus 1958) was een Gronings schilder en lid van de Groninger Kunstkring De Ploeg.
Ekke Kleima werd geboren op 13 mei 1899 in Lagemeeden in de toenmalige gemeente Aduard. Hij was de zoon van Derk Kleima en Lutgerdina Hoiting. Na de lagere school volgde hij voortgezet onderwijs aan de Rijks HBS te Groningen. Hij studeerde vanaf 1917 werktuigbouwkunde aan de Technische Hogeschool te Delft en hij behaalde in 1923 de ingenieurstitel. In 1923 vestigde hij zich in Hoogkerk. Van 1925-1930 werkte hij als leraar aan het Instituut Hommes in Hoogezand. Hij huwde in 1927 Alberta Johanna Sipkens. Vanaf 1930 woonde hij in Warffum waar hij wis- en natuurkunde, mechanica en boekhouden doceerde aan de Rijks HBS. Zijn huis in Warffum was ontworpen door Jacob Gerard Hansen, eveneens lid van ‘De Ploeg’. In 1957 legde hij om gezondheidsredenen zijn werk als leraar neer. Hij overleed op 25 augustus 1958.

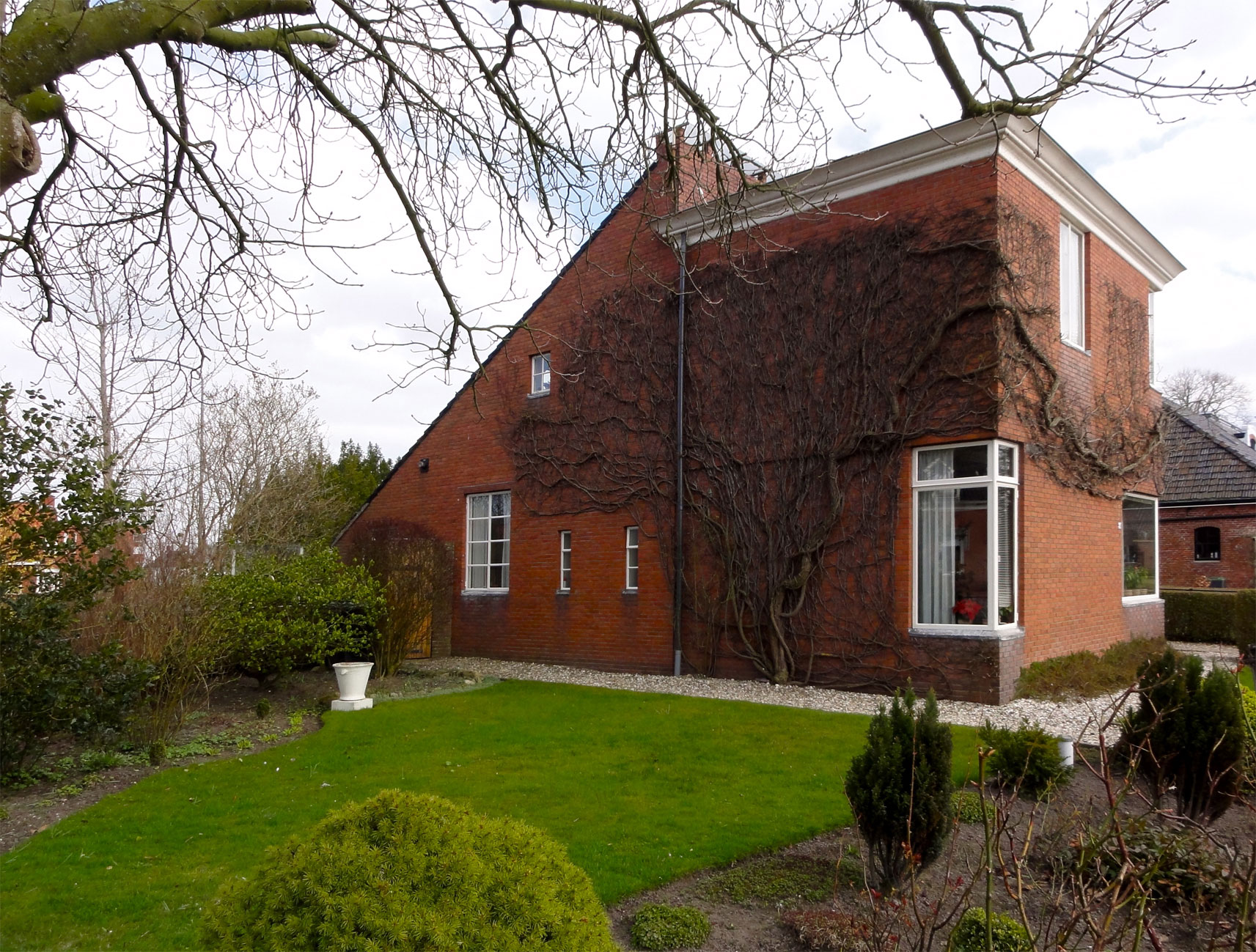
De door Job Hansen ontworpen atelierwoning van Kleima in Warffum

Op 5 augustus 1926 meldde Kleima zich aan als lid van ‘De Ploeg’. Kleima was autodidact en hij werkte in de eerste jaren als Ploeglid veel samen met Jan Altink. In die periode is het heftige expressionisme binnen ‘De Ploeg’ al aan het verdwijnen. Kleima speelde al spoedig een rol van betekenis in de organisatie van de schilderskring. In 1928 werd hij secretaris en hij werd actief in de voorbereidingscommissie voor de tweede lustrumtentoonstelling van ‘De Ploeg’. Na zijn verhuizing naar Warffum in 1930 trekt hij zich terug als secretaris van ‘De Ploeg’. Hij had een drukke baan als leraar en hij had daarnaast zijn toneelactiviteiten.
Kleima voelde zich sterk verwant met het expressief impressionisme dat met name door Jan Altink werd uitgedragen. Met Altink en Hansen was hij regelmatig in het Groninger landschap te vinden. Typerend zijn de warme, zachte kleuren. Kolsteren (2003, 162) beschrijft hoeveel de landschappen van Altink, Kleima en in mindere mate Hansen op elkaar lijken: “(ze) zijn geschilderd met een losse penseelvoering en kennen een verwante impulsiviteit en opbouw: een ruim bemeten voorgrond met landschappelijke elementen en bomen en struiken aan de horizon, als donkere en verticale beeldelementen tegen een vrij egaal gekleurde overheersend witte lucht………het meest opmerkelijke echter is de overeenkomstige wijze waarop de verf op de ondergrond is aangebracht. Met krachtige, spontane zelfs woeste gebaren is deze neergezet…”.
In de jaren dertig ontwikkelde Kleima landschapsschilderingen met een unieke uitstraling: bijzondere composities van licht en donker met een vaak geheimzinnige sfeer (voorbeelden:’Straattafereel Groningen’, ca. 1930; ‘Maannacht Warffum’, 1933).
In 1937 maakte Kleima een reis naar België en Frankrijk. Hij schilderde er meerdere strandscènes. Ook een verblijf op Texel leidde tot schilderijen van duinlandschappen en strandscènes.
Na de Tweede Wereldoorlog verliet Kleima ‘De Ploeg’ uit onvrede met het gevoerde beleid. Met Jan van der Zee, Wobbe Alkema en Jan Gerrit Jordens richtte hij in 1950 een nieuwe kunstenaarsvereniging, Het Narrenschip, op. Het leidde tot verschillende exposities.
In de periode 1931-1936 geeft Kleima verschillende poppenkastvoorstellingen. Hij gebruikt daarvoor zelf gemaakte poppen, uit hout gesneden, beschilderd en voorzien van door hem ontworpen kleren. Job Hansen was bij deze voorstellingen betrokken door het schrijven van poppenkastscripts, waarmee onder andere de situatie rond de steunregeling voor kunstenaars op de hak werd genomen. In enkele van zijn schilderijen figureren ook door Kleima zelf gemaakte sculpturen. Voor deze plastieken met hun exotische uitstraling gebruikte hij verschillende houtsoorten.
Kleima was lid van de adviescommissie voor Rijksaankopen van moderne kunst en jurylid voor de koninklijke subsidie voor vrije schilderkunst.
- Biografisch Portaal: 75327047
- Gemeinsame Normdatei: 12932244X
- International Standard Name Identifier: 0000 0000 2131 1335
- Nederlandse Thesaurus van Auteursnamen: 069041652
- RKD-Nederlands Instituut voor Kunstgeschiedenis: 44659
- Virtual International Authority File: 45378444
- WorldCat: E39PBJjHhDwtWDd69xymRRKjmd